# Краматорська вулиця (Київ)
Крамато́рська ву́лиця — вулиця в Голосіївському районі міста Києва, місцевість Ширма. Пролягає від Ольвійського провулку до вулиці Генерала Момота.
Прилучаються провулки Камінь-Каширський і Ольвійський (двічі).

## Історія
Виникла в 1950-ті роки під назвою 768-ма Нова вулиця. Сучасна назва — з 1953 року.